# Magnesiodumortierita
La magnesiodumortierita és un mineral de la classe dels silicats que pertany al grup de la dumortierita. Rep el nom com anàleg amb magnesi de la dumortierita.

## Característiques
La magnesiodumortierita és un silicat de fórmula química MgAl₆BSi₃O₁₇(OH). Cristal·litza en el sistema ortoròmbic. La seva duresa a l'escala de Mohs es troba entre 7 i 8.
Segons la classificació de Nickel-Strunz, la magnesiodumortierita pertany a «09.AJ: Estructures de nesosilicats (tetraedres aïllats), amb triangles de BO₃ i/o B[4], tetraèdres de Be[4], compartint vèrtex amb SiO₄» juntament amb els següents minerals: grandidierita, ominelita, dumortierita, holtita, garrelsita, bakerita, datolita, gadolinita-(Ce), gadolinita-(Y), hingganita-(Ce), hingganita-(Y), hingganita-(Yb), homilita, melanocerita-(Ce), minasgeraisita-(Y), calcibeborosilita-(Y), stillwellita-(Ce), cappelenita-(Y), okanoganita-(Y), vicanita-(Ce), hundholmenita-(Y), prosxenkoïta-(Y) i jadarita.

## Formació i jaciments
Va ser descrita gràcies a exemplars trobats en dos indrets de la província de Cuneo, al Piemont (Itàlia): a Case Ramello, al municipi de Martiniana Po, i a San Giacomo, a la localitat de Brossasco. També ha estat descrita en tres localitats noruegues: a Kragerø, al comtat de Telemark; i a Søndeled, a Risør, i a Bøylefossbru, a Froland, ambdues al comtat d'Aust-Agder.